# デイヴィッド・M・サバティーニ

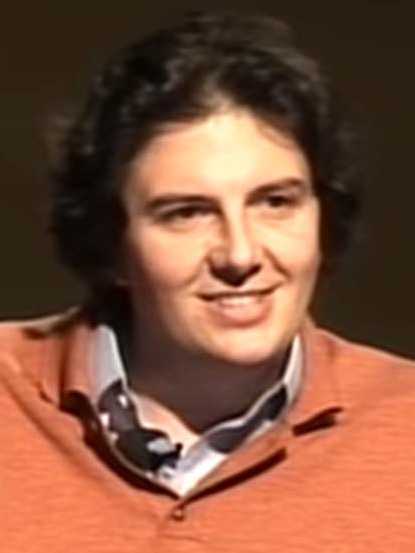
デイヴィッド・M・サバティーニ

デイヴィッド・マルセロ・サバティーニ（David Marcelo Sabatini, 1968年1月27日 - ）はアメリカ合衆国の分子生物学者。哺乳類ラパマイシン標的タンパク質であるmTORの発見で知られる。ニューヨーク州ウエストチェスター郡出身。
1990年にブラウン大学を卒業後、1997年にジョンズ・ホプキンズ大学から医学のPh.D.を取得。

## 受賞歴
- 2014年 米国科学アカデミー賞分子生物学部門
- 2016年 クラリベイト・アナリティクス引用栄誉賞
- 2017年 ディクソン賞医学部門
- 2018年 ピウス11世メダル
- 2019年 ルイザ・グロス・ホロウィッツ賞、BBVA Foundation Frontiers of Knowledge Award
- 2020年 ショーベリ賞

## 不祥事
セクシャル・ハラスメントにより、マサチューセッツ工科大学とハワード・ヒューズ医学研究所を解雇された。

## 参照
- Homepage
- Seine Gruppe am Whitehead Institut
- David M. Sabatini, MD, PhD